# Galerie Kamel Mennour
La galerie Mennour est une galerie d'art parisienne spécialisée dans l'art contemporain,, fondé et dirigé par le galeriste français Kamel Mennour.

## Historique
C’est en 1999 qu’est inauguré un premier espace de 50 m2, dans le quartier de Saint-Germain-des-Près, au 60, rue Mazarine. Consacrée à la photographie contemporaine, la galerie Kamel Mennour présente alors le travail d’une génération d’artistes internationaux encore peu connus en France, à l’image de Larry Clark, Stephen Shore ou Nobuyoshi Araki, aux côtés d’artistes plus établis comme Pierre Molinier. Parallèlement, la galerie entreprend un travail d’édition de catalogues, accompagnant ces expositions. À ce jour, plus de quarante catalogues ont été publiés par les éditions Kamel Mennour.
La galerie se fait connaître à l’étranger en participant pour la première fois à Paris Photo en 1999, à la FIAC en 2000, puis à Art Basel en 2003. Depuis, elle est présente dans la plupart des grandes foires internationales d’art contemporain telles qu’Art Basel, la FIAC et Art Basel Miami Beach.
En 2003, la galerie s'oriente davantage vers les arts plastiques avec la promotion d’une jeune création contemporaine avec une programmation consacrée à des artistes reconnus. C’est à ce titre que Daniel Buren, Claude Lévêque, François Morellet ou Martin Parr intègrent progressivement la galerie.
En septembre 2007, la galerie s’agrandit en investissant un nouvel espace de 400 m2 dans l’hôtel particulier de la Vieuville (XVIIe siècle), situé au 47, rue Saint-André-des-Arts. Aménagé par les architectes Aldric Beckmann et Françoise N’Thépé, il est inauguré avec une exposition monographique de Daniel Buren. L’espace initial de la rue Mazarine est quant à lui dévolu à la présentation de projets spécifiques. En 2022, la galerie compte à Paris quatre espaces d'expositions.
Dans les années qui suivent, la galerie continue d'exposer tour à tour de jeunes artistes émergents (Mohamed Bourouissa, Camille Henrot, Latifa Echakhch, Dario Escobar, Alicja Kwade) et des artistes plus consacrés, au rang desquels figurent entre autres Huang Yong Ping, Anish Kapoor, Tadashi Kawamata, Lee Ufan, Gina Pane ou Martial Raysse.
Outre les expositions monographiques, des dialogues historiques sont régulièrement organisés (Daniel Buren et Alberto Giacometti en 2010, François Morellet et Kasimir Malevitch en 2011), ainsi que des expositions collectives et thématiques, à l’image de « Lux Perpetua » (2012), abordant le traitement de la lumière de Delacroix à Ann Veronica Janssens, ou de « L’Image pensée » (2013, sous le commissariat de Donatien Grau), consacrée à l’utilisation du diaporama par les artistes contemporains.
En parallèle, la galerie collabore régulièrement avec des institutions afin de mener d'importants projets hors-les-murs, comme pour « Arche 2009 » de Huang Yong Ping dans la chapelle des Beaux-arts de Paris, les expositions Monumenta d'Anish Kapoor et de Daniel Buren en 2011 et 2012 au Grand Palais, ou encore à l’occasion de la Biennale de Venise, avec le pavillon français de Claude Lévêque (2009), le pavillon israélien de Sigalit Landau (2011), et la vidéo Grosse fatigue de Camille Henrot (2013), récompensée par le Lion d'argent distinguant l’artiste le plus prometteur.
En septembre 2013, la galerie double sa surface d’exposition en ouvrant un espace au 6, rue du Pont-de-Lodi, dont le volume permet d’accueillir sous une vaste verrière des œuvres monumentales, comme celles présentées par Pier Paolo Calzolari, représentant de l’Arte Povera, pour son inauguration.
Pour Télérama, Kamel Mennour est en tête d'une nouvelle génération de galeristes, plus ouverte vers l'international et moins dépendante du monde institutionnel français. Il est fait chevalier des Arts et des Lettres en 2010.
En 2021, la galerie suspend sa collaboration avec le plasticien, Claude Lévêque, accusé de pédophilie par le sculpteur Laurent Faulon.

## Informations financières
Au 30 septembre 2017 la galerie employait trente-deux collaborateurs. Son chiffre d'affaires était de 27 360 300 € et son résultat de 1 210 100 €.

## Artistes représentés par la galerie
La galerie représente une cinquantaine d'artistes.
| - Mohammad AlFaraj - Neïl Beloufa - Hicham Berrada - Mohamed Bourouissa - Marie Bovo - Daniel Buren - Pier Paolo Calzolari - Eugène Carrière - Valentin Carron - Ymane Chabi-Gara - Jean Degottex - Liam Everett | - Sidival Fila - Claire Fontaine - Michel François - Ryan Gander - Alberto García-Alix - Alberto Giacometti - Douglas Gordon - Dhewadi Hadjab - Petrit Halilaj - Camille Henrot - David Hominal - Huang Yong Ping | - Alfredo Jaar - Elizabeth Jaeger - Cameron Jamie - Ann Veronica Janssens - Anish Kapoor - Tadashi Kawamata - Idris Khan - Alicja Kwade - Bertrand Lavier - Lee Ufan - Matthew Lutz-Kinoy - Maryan | - Pierre Molinier - François Morellet - Christodoulos Panayiotou - Gina Pane - Philippe Parreno - Judit Reigl - Robin Rhode - Ugo Rondinone - Zineb Sedira - Mircea Suciu - Shen Yuan |

Œuvres présentées de :
- Nobuyoshi Araki
- Roger Ballen
- Peter Beard
- Huguette Caland[22]
- Yona Friedman
- Sigalit Landau
- Zan Jbai
- Pierre La Police
- Pierre Molinier
- Daido Moriyama
- Christine Rebet
- Lili Reynaud Dewar
- Stephen Shore
- Ellen von Unwerth

## Publications
- (en + fr) , Daido Moriyama – Remix, Patrice Remy, éditions Kamel Mennour, 2012 - 2de édition / 2004 - 1re édition, 300 pages,  (ISBN 9-782914-171496)
- (en + fr) , Latifa Echakhch, Jean-Christophe Ammann, Latifa Echakhch, Annabelle Gugnon, Bernard Marcadé, éditions Kamel Mennour, 2012, 360 pages,  (ISBN 978-2-914171-46-5)
- (en + fr) , Martial Raysse - How the path is long, Martial Raysse, éditions Kamel Mennour, 2012, 40 pages,  (ISBN 978-2-914171-48-9)
- (en + fr) , Alfredo Jaar - The Sound of Silence, Okwui Enwezor, éditions Kamel Mennour, 2012, 256 pages,  (ISBN 978-2-914171-40-3)
- (en + fr) , Zineb Sedira - Beneath the Surface, Steven Bode, Coline Milliard, Hans Ulrich Obrist, Erik Verhagen, éditions Kamel Mennour, 248 pages,  (ISBN 978-2-914171-44-1)
- (en + fr + ar + he) , Sigalit Landau - One man's floor is another man's feelings, Jean de Loisy, Hadas Maor, Chantal Pontbriand, Matanya Sack, Ilan Wizgan, éditions Kamel Mennour, 2011, 248 pages,  (ISBN 978-2-914171-41-0)
- (en + fr) , Kazimir Malevitch & François Morellet / Carrément, éditions Kamel Mennour, Bernard Marcadé, Jean-Claude Marcadé, François Morellet, Serge Lemoine, éditions kamel mennour, Paris, 2011, 176 pages,  (ISBN 978-2-914171-42-7)
- (en + fr + zh) ,Huang Yong Ping, Wu Zei, Jérôme Alexandre, Marie-Claude Beaud, Marie-Laure Bernadac, Robert Calcagno, Fei Dawei, Jean de Loisy, Huang Yong Ping, Arnaud Laporte, Richard Leydier, Jean-Hubert Martin, Jessica Morgan, Gilles A. Tiberghien, éditions Kamel Mennour & Nouveau Musée National de Monaco, Paris, 2011, 200 pages,  (ISBN 978-2-914171-39-7)
- (en) Johan Grimonprez, It's a poor sort of memory that only works backwards, Herman Asselberghs, Catherine Bernard, Jorge Luis Borges, Chris Darke, Jodi Dean, Thomas Elsaesser, Johan Grimonprez, Asad Ismi, Alvin Lu, Tom McCarthy, Florence Montagnon, Dany Nobus, Hans Ulrich Obrist, Vrääth Öhner, Mark Peranson, Alexander Provan, John Rumbiak, Simon Taylor, Eben Wood, Slavoj Žižek, Hatje Cantz (trade edition), 2011, 354 pages,  (ISBN 978-3-7757-3130-0)
- (en + fr) , Marie Bovo, Sitio", Marie Bovo, Régis Durand, Richard Leydier, éditions Kamel Mennour, 2010, 144 pages,  (ISBN 978-2-914171-38-0)
- Daniel Buren & Alberto Giacometti, Œuvres contemporaines, 1964-1966, Daniel Buren, Véronique Wiesinger, Bernard Blistène, éditions Kamel Mennour, 2010, (en + fr) (1st edition) & (en + ar) (2d edition), 144 pages,  (ISBN 978-2-91417-136-6) (1st edition) /  (ISBN 978-2-914171-37-3) (2d edition)
- (en + fr) , Yona Friedman, Drawings & Models / Dessins & Maquettes, Yona Friedman, éditions kamel mennour, Les presses du réel, Paris, 2010, 1040 pages,  (ISBN 978-2-84066-406-2)
- (en + fr) , Tadashi Kawamata, Tree Huts, Jonathan Watkins, Martin Friedman, Guy Tortosa, éditions Kamel Mennour, 2010, 272 pages,  (ISBN 978-2-914171-34-2)
- Pierre Molinier – Monographie, Jean-Luc Mercié, éditions Kamel Mennour, Les Presses du réel, 2010, (fr) (1st edition) & (en) (2d edition), 400 pages,  (ISBN 978-2-84066-338-6) &  (ISBN 978-2-84066-371-3)
- Huang Yong Ping, Myths, Jean de Loisy, Gilles A. Tiberghien, Richard Leydier, éditions Kamel Mennour, 2009, 192 pages,  (ISBN 978-2-914171-33-5)
- Alberto Garcia-Alix / Daido Moriyama, Far from Home, éditions Kamel Mennour, 2008, 144 pages,  (ISBN 978-2-914171-30-4)
- Yona Friedman / Camille Henrot – Réception / Transmission, éditions Kamel Mennour, Paris Musées, Collections de Saint-Cyprien, Paris, 2007, 144 pages,  (ISBN 2-914171-29-3) (OCLC 671572350)
- Marie Bovo - Nox, éditions Kamel Mennour, Paris Musées, 2007, e93 pages,  (ISBN 978-291417128-1)
- (fr) Alberto Garcia-Alix – No me sigas… estoy perdido, éditions Kamel Mennour, No Hay Penas, La Fabrica Editorial, Paris Musées, Paris, 2006, 171 pages,  (ISBN 84-96466-47-7) (OCLC 76858331)
- (en + fr) , Zineb Sedira - Saphir, éditions kamel mennour, The Photographers’ Gallery, Paris Musées, Paris, 2006, 88 pages,  (ISBN 2-914171-26-9)
- Peter Granser – Coney Island, éditions Kamel Mennour, Paris Musées, Hatje Cantz Verlag et Les presses du réel, Paris, avril 2006, 100 pages,  (ISBN 2-914171-24-2)
- (en + fr) , Peter Granser – Alzheimer, éditions Kamel Mennour, Paris Musées and Les presses du réel, Paris, 2006, 95 pages,  (ISBN 2-914171-19-6)
- (en + fr) , Gary Lee Boas – New York Sex 1979-1985, éditions Kamel Mennour, décembre 2003, 240 pages,  (ISBN 2-914171-16-1)
- (en + fr) , Christine Macel, Danny Lyon – Forty Years éditions Kamel Mennour, 2003, 98 pages,  (ISBN 291417114-5)
- (en + fr) , Annie Leibovitz, éditions Kamel Mennour, 2001, 46 pages,  (ISBN 2-914171-08-0) (BNF 39050531)
- Objectif Picasso, éditions Kamel Mennour, 2001, 162 pages,  (ISBN 2-914171-05-6)